# The Fleshtones
 (mars 2016).
Si vous disposez d'ouvrages ou d'articles de référence ou si vous connaissez des sites web de qualité traitant du thème abordé ici, merci de compléter l'article en donnant les références utiles à sa vérifiabilité et en les liant à la section « Notes et références ».
The Fleshtones est un groupe de garage rock américain, originaire de New York.

## Biographie

### 1976–1979
Les Fleshtones se forment en 1976 dans le Queens, à New York avec Peter Zaremba au chant et aux claviers, Keith Streng à la guitare, Jan Marek Pakulski à la basse et Lenny Calderon à la batterie. Gordon et Byron Spaeth, deux frères qui jouent du saxophone, se joignent parfois au groupe.
Ils associent l’énergie punk à un son résolument sixties (guitare avec un effet Fuzz et Orgue Farfisa) avec des influences rhythm and blues, rockabilly, surf music instrumentale et bien sur une bonne dose de protopunk. Ils se font rapidement et facilement une place parmi la scène punk et new wave de New York. De tous les groupes ayant démarré leur carrière au mythique CBGB's et au Max's Kansas City de New York (The Ramones, Blondie, Television, Mink de Ville, Suicide, Talking Heads, etc.), The Fleshtones est le seul qui ne se soit jamais séparé et qui est encore en activité. Leur énergie irrépressible et communicative fait d'eux un groupe de scène légendaire, au-delà des décennies. Peter Zaremba est connu pour parcourir frénétiquement la scène avec son tambourin, tandis que l'ensemble du groupe n’hésite pas à parcourir la salle en continuant à jouer au milieu du public, voire dans la rue.
Un premier album enregistré en 1978, Blast off, ne verra une sortie qu’en 1982 sur ROIR Records, d’abord sous forme de K7, puis en CD quelques années plus tard. Leur première sortie officielle est le single American Beat pour le label Red Star en 1979. C'est Alan Vega qui a convaincu le patron de ce label, Marty Thau de s'intéresser aux Fleshtones. Celui-ci sortira une compilation intitulée Marty Thau presents 2 x 5, où les Fleshtones figurent en compagnie des Revelons, des Bloodless Pharaohs (le premier groupe de Brian Setzer), des Student Teachers et des Comateens. C'est à cette époque que Lenny Calderon quitte le groupe et que Bill Milhizer les rejoint.

### 1980–1989

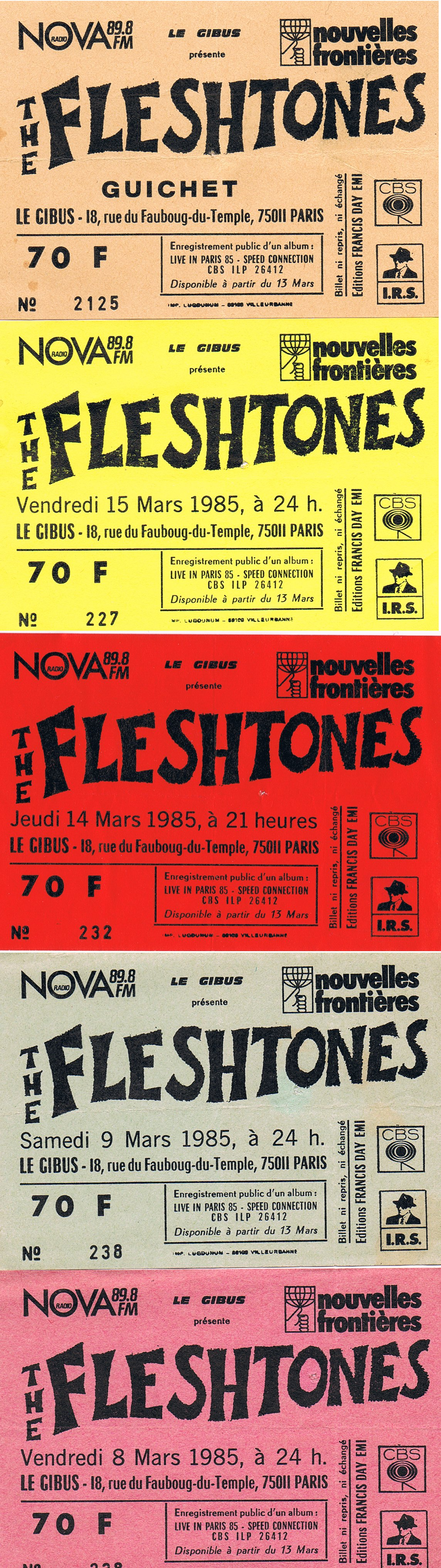
Des billets d'entrée pour les concerts des Fleshtones au Gibus, à Paris en mars 1985, qui donnent lieu à l'enregistrement en public de l'album Speed Connection.

Ce dernier opus chez Red Star attire l’attention de Miles Copeland qui les signe sur son label I.R.S. Records et leur fait enregistrer l'EP Up Front en 1980. Sur ce dernier figure une reprise des Rolling Stones, Play with Fire.
Ils sortent leur premier album en 1982, Roman Gods qui connaît un succès rapide parmi les fans de garage rock. L’année suivante sort l’album Hexbreaker, produit encore par Richard Mazda qui est considéré par beaucoup comme l'apogée du groupe. Cependant, le succès commercial semble leur avoir échappé. Ils deviennent toutefois un groupe culte dans la grande mythologie du rock.
En mars 1985, ils enregistrent en public, au Gibus, à Paris, lors d'une série de six concerts sur quatre dates (le vendredi et le samedi, il y avait un concert à 21 heures, suivi d'un concert à minuit). Ils sortent l'album live la semaine suivante et enchaînent sur une deuxième semaine de concerts et une tournée française pour le promouvoir. Cet album, intitulé Speed Connection avec une pochette dessinée par Serge Clerc, se caractérise par un son de mauvaise qualité. Il sera réédité dans les mois qui suivent aux États-Unis sous le titre Speed Connection II, la première version à tirage limité devenant un collector. Peter Buck, guitariste de R.E.M. ; participe à un morceau. À cause du manque de succès, IRS se débarrasse des Fleshtones qui continuent leur carrière sur divers labels indépendants.
Jan Marek Pakulski quitte le groupe en 1986, différents bassistes assureront l'intérim (Robert Warren, Fred Smith, Adny Shernoff des Dictators) jusqu'à l'arrivée en 1990 de Ken Fox. Les membres du groupe alternent alors activités ensemble et séparément sans dissoudre le groupe. Pete Zaremba animera un moment l'émission The Cutting Edge sur MTV et formera le Peter Zaremba's Love Delegation qui sortira deux albums. Keith Streng forme temporairement Full Time Men avec la participation de Peter Buck de R.E.M. qui produira d'ailleurs l’album Beautiful Light en 1993.

### 1990–2009
En 1991, les Fleshtones prêtent même leur nom et leur image à une marque de lunettes assez typées rock 'n' roll.
Le début des années 2000 voit un retour en forme avec la sortie de l’excellent Solid Gold Sound en 2001. Puis en 2003, un CD 13 titres Do You Swing? encore meilleur avec une reprise de Led Zeppelin Communication Breakdown et le désormais incontournable I'm Back Again et surtout en 2005, Beachhead, plus dur, parfois punk comme le tube Bigger and Better, I Want the Answer et She Looks Like a Woman.
L'année 2007 est une année riche en actualité pour le groupe, même s'ils ne sortent pas de nouvel album, avec : Brooklyn à Paris, le premier DVD live du groupe (un des meilleurs shows du groupe), filmé à Paris avec sept caméras en octobre 2006, et produit par Didier Pasquier (All or Nothing, Hot Pants, Carayos..) sur le label Big Enough Records (avec en invité Tony Truant, guitariste des Wampas et des Dogs sur un titre) ; Sweat - The Story of the Fleshtones, America's Garage Band, un livre de Joe Bonomo (Continuum Books) qui retrace l'histoire du groupe ; et Vindicated! A Tribute to the Fleshtones (Dirty Water Records en CD et Larsen Records en vinyle), un album d'hommage aux Fleshtones qui comprend 23 reprises de titres du groupe par différents groupes américains, australiens et européens dont quelques figures de la scène garage qui sortent de leur retraite pour l'occasion (Hoodoo Gurus, The Primevals, The Slickee Boys et The Nomads).
2008 voit la sortie en janvier d'un nouvel album intitulé Take a Good Look sur le label Yep Roc Records. Le groupe enregistre à cette occasion leur première chanson en français, qui est une traduction du morceau Time Will Tell de Michel Polnareff. Au mois d'octobre de cette même année est publié un album spécial Noël intitulé Stocking Stuffer qui rassemble reprises et originaux consacrés au vieux barbu au manteau rouge. Enfin en novembre est édité par Cherry Red un DVD d'un concert de 1980 au Hurrah Club de New York.
Un documentaire sur le groupe réalisé par Goeffray Barbier pour Cold Cuts Productions et intitulé Pardon Us for Living But the Graveyard is Full est sorti en 2009. Il rassemble une heure d'images d'archives et d'interviews des membres actuels et passés du groupe, ainsi que d'autres artistes tels Peter Buck (REM), Dave Faulkner (Hoodoo Gurus) et M. Henry Jones. Il est disponible en téléchargement sur le site de Cold Cuts Productions.

### Depuis 2010
Le 10 février 2014, les Fleshtones sortent leur vingt-deuxième album Wheel of Talent. Le groupe poursuit sa carrière avec un line-up stabilisé depuis 1994. Il sort deux albums en 2016 (The Band Drinks for Free) et 2018 (Budget Buster). Le groupe rend hommage au chanteur des Dogs, Dominique Laboubée, dans un titre de leur dernier album. Tony Truant, guitariste historique des Dogs, les rejoint sur scène en décembre 2018 à Paris pour interpréter le morceau.

## Membres
| Période                      | Membres |
| ---------------------------- | --- |
| Mark I (1976)                | - Peter Zaremba - chant, claviers - Keith Streng - guitare - Danny Gilbert - guitare - Jan Marek Pakulski - basse - Lenny Calderon - batterie                                                                                               |
| Mark II (1976-1978)          | - Peter Zaremba - chant, claviers - Keith Streng - guitare - Jan Marek Pakulsk - basse - Lenny Calderon - batterie |
| Mark III (1978-1979)         | - Peter Zaremba - chant, clavier - Keith Streng - guitare - Jan Marek Pakulski - basse - Lenny Calderon - batterie - Gordon Spaeth - saxophone, harmonica, chant - Brian Spaeth - saxophone                                                 |
| Mark IV (1979)               | - Peter Zaremba - chant, claviers - Keith Streng - guitare - Mitchell Ames - guitare - Jan Marek Pakulski - basse - Walter Scezney - basse - Clem Burke - batterie - Gordon Spaeth - saxophone, harmonica, chant - Brian Spaeth - saxophone |
| Mark V (1980-1981)           | - Peter Zaremba - chant, claviers - Keith Streng - guitare - Jan Marek Pakulski - basse - Bill Milhizer - batterie - Brian Spaeth — saxophone - Gordon Spaeth - saxophone, harmonica, chant                                                 |
| Mark VI (1981-1986)          | - Peter Zaremba - chant, claviers - Keith Streng - guitare - Jan Marek Pakulski - basse - Bill Milhizer - batterie - Gordon Spaeth - saxophone, harmonica, chant                                                                            |
| Mark VII (1986-1988)         | - Peter Zaremba - chant, claviers - Keith Streng - guitare - Robert « Burke » Warren - basse - Bill Milhizer - batterie - Gordon Spaeth - saxophone, harmonica, chant                                                                       |
| Mark VIII (1988)             | - Peter Zaremba - chant, claviers - Keith Streng - guitare - Robert « Burke » Warren - basse - Bill Milhizer - batterie - Steve Greenfield - saxophone - Ken Fradley - trompette puis - Mark McGowan - trompette                            |
| Mark IX (1988-1989)          | - Peter Zaremba - chant, claviers - Keith Streng - guitare - Fred Smith - basse - Bill Milhizer - batterie - Steve Greenfield - saxophone - Mark McGowan - trompette                                                                        |
| Mark X (1989-1990)           | - Peter Zaremba - chant, claviers - Keith Streng - guitare - Andy Shernoff - basse - Bill Milhizer - batterie - Steve Greenfield - saxophone - Mark McGowan - trompette                                                                     |
| Mark XI (1990-1992)          | - Peter Zaremba - chant, claviers - Keith Streng - guitare - Ken Fox - basse - Bill Milhizer - batterie - Steve Greenfield - saxophone - Joe Loposky - trompette                                                                            |
| Mark XII (1992-1994)         | - Peter Zaremba - chant, claviers - Keith Streng - guitare - Ken Fox - basse - Bill Milhizer - batterie - Markus Arike - saxophone - Joe Loposky - trompette                                                                                |
| Mark XIII (1994-Aujourd'hui) | - Peter Zaremba - chant, claviers - Keith Streng - guitare - Ken Fox - basse - Bill Milhizer - batterie |

## Discographie
- 1980 : Up Front, IRS
- 1982 : Blast Off, ROIR
- 1982 : Roman Gods, IRS, produit par Richard Mazda
- 1983 : Hexbreaker, IRS, produit par Richard Mazda
- 1984 : American Beat, IRS
- 1985 : Speed Connection, IRS
- 1985 : Speed Connection II, IRS, produit par Richard Gottehrer et James A. Ball
- 1987 : Fleshtones vs. Reality, Emergo, produit par James A. Ball
- 1988 : Time Bomb/ The Big Bang Theory, New Rose, compilation divers groupes constitués de membre des Fleshtones
- 1989 : Soul Madrid, Impossible, Live pirate
- 1991 : Powerstance!, Trafalgar, produit par Dave Faulkner
- 1993 : Beautiful Light, Naked Language, produit par Peter Buck de R.E.M., sorti en Europe par Danceteria sous le nom de Forever Fleshtones
- 1994 : Angry Years 1984-1986, Impossible
- 1995 : Laboratory of Sound, Ichiban, produit par Steve Albini
- 1997 : Hitsburg USA!, Telstar et Imposible, sorti d'abord par le groupe sous le titre Fleshtones Favorites
- 1998 : More Than Skin Deep, Epitaph, produit par le groupe lui-même
- 1999 : Hitsburg Revisited, Epitaph, produit par le groupe lui-même
- 2001 : Solid Gold Sound, Fantastik, produit par le groupe lui-même
- 2003 : Do You Swing?, Yep Roc Rec., produit par le groupe lui-même
- 2005 : Beachhead, Yep Roc Rec., produit par Jim Diamond et Rick Miller
- 2006 : Brooklyn a Paris, DVD live à La Maroquinerie à Paris, Big Enough Rec, Didier Pasquier.
- 2008 : Take a Good Look !, Yep roc records, produit par Jim Diamond et Ivan Julian
- 2008 : Stocking Stuffer, Yep roc records, produit par Ivan Julian
- 2011 : Brooklyn Sound Solution, Yep roc records, avec Lenny Kaye, produit par le groupe et Phast Phreddie Patterson
- 2014 : Wheel of Talent, Yep roc records
- 2016 : The Band Drinks for Free, Yep roc records
- 2018 : Budget Buster, Yep roc records